# 5670 Rosstaylor
Az 5670 Rosstaylor (ideiglenes jelöléssel 1985 VF2) a Naprendszer kisbolygóövében található aszteroida. Carolyn és Gene Shoemaker fedezte fel 1985. november 7-én.